# Groupe homogène de malades
Pour les articles homonymes, voir GHM.
En France, les groupes homogènes de malades (GHM) constituent un système de classification médico-économique des hospitalisations en médecine, chirurgie, obstétrique et odontologie (MCOO).
Au terme de l’hospitalisation d'un patient, un recueil d’informations synthétique est produit : le résumé de sortie standardisé (RSS). Il est composé d'autant de résumés d'unité médicale (RUM) que le patient a fréquenté d'unités médicales pendant son séjour en MCO.
Pour que les informations administratives et médicales contenues dans le RSS puissent bénéficier d'un traitement automatisé, elles sont codées, et le classement de chaque séjour hospitalier dans un GHM, ou groupage, résulte de tests prédéterminés sur ces informations.
Les nomenclatures utilisées pour le codage des informations médicales sont la 10e révision de la Classification internationale des maladies (CIM-10) de l'organisation mondiale de la santé (OMS) pour les diagnostics (les motifs de soins) et la Classification commune des actes médicaux (CCAM).

## Catégories
Les catégories majeures sont le premier niveau de classement des RSS. Elles correspondent le plus souvent à un système fonctionnel (affections du système nerveux, de l'œil, des oreilles, du nez, de la gorge, de la bouche et des dents, de l'appareil respiratoire etc.) et sont alors dites catégories majeures de diagnostic (CMD) car c’est en général le diagnostic principal (DP) du RSS, qui détermine le classement. Associé au diagnostic principal lorsque celui-ci n’y suffit pas, le diagnostic relié (DR) rend compte de la prise en charge du patient en termes médico-économiques.
Dans la majorité des cas, le déroulement de l’algorithme est le suivant :
- le RSS est classé dans une CMD selon le DP du séjour hospitalier ; 
  - en cas de séjour mono-unité, donc un seul résumé d'unité médicale (« monoRUM »), c’est le DP du RUM unique qui détermine la CMD ;
  - en cas de séjour multiunité (« multiRUM ») c’est le DP retenu par la fonction groupage parmi les DP des RUM constituant le RSS ;
- ensuite, la présence d'un acte classant opératoire est recherchée dans le RSS :
  - s'il existe un acte, classant dans la CMD dans laquelle a orienté le DP, le séjour est classé dans un groupe chirurgical, défini par la nature de l’intervention effectuée,
  - en l’absence d’acte classant, le RSS est orienté selon le DP dans un groupe dit « médical » ;
- enfin, le classement en GHM est obtenu par les autres informations du RSS : ce sont très souvent l'âge et les diagnostics associés, c'est-à-dire les diagnostics du RSS autres que le DP et le DR : le diagnostic associé significatif (DAS), toute morbidité (maladies, symptômes et autres motifs de recours) associée au diagnostic principal et ayant donné lieu à une prise en charge diagnostique ou thérapeutique supplémentaire au cours du séjour.